# Adolf von Goetze
Friedrich Adolf von Goetze (* 15. August 1800 in Pöppeln, Kreis Labiau; † 7. Februar 1897 in Berlin) war ein preußischer Generalmajor.

## Leben

### Herkunft
Er war der Sohn des Oberförsters Friedrich Wilhelm von Goetze (1765–1821) und dessen Ehefrau Dorothea, geborene von Knobelsdorff (1767–1843).

### Militärkarriere
Goetze trat am 1. September 1816 als Ulan in das 6. Ulanen-Regiment der Preußischen Armee ein. Dort avancierte er bis Juli 1845 zum Rittmeister und Eskadronchef. Als solcher nahm er 1849 an der Niederschlagung der Revolutionären Unruhen in der Pfalz und in Baden teil. Dafür zeichnete ihn Großherzog Leopold mit dem Ritterkreuz des Ordens vom Zähringer Löwen aus. Am 15. Januar 1853 stieg Goetze zum Major und etatsmäßigen Stabsoffizier auf. Daran schloss sich am 30. Oktober 1856 mit der Versetzung nach Fürstenwalde die Ernennung zum Kommandeur des 3. Ulanen-Regiments (Kaiser von Rußland) an. In dieser Stellung wurde er am 9. April 1857 zum Oberstleutnant sowie am 31. Mai 1859 zum Oberst befördert. Der russische Kaiser Nikolaus I. verlieh Goetze in seiner Eigenschaft als Regimentschef für die Leistungen in der Truppenführung den Orden der Heiligen Anna II. Klasse mit Krone sowie Sankt-Stanislaus-Orden II. Klasse mit Krone. König Friedrich Wilhelm IV. würdigte ihn am 3. Juni 1860 durch die Verleihung des Roten Adlerordens III. Klasse mit Schleife. Kurz darauf wurde Goetze unter Stellung à la suite seines Regiments am 1. Juli 1860 zum Kommandeur der 5. Kavallerie-Brigade in Frankfurt (Oder) ernannt. Am 24. Juli 1861 wurde er unter Verleihung des Charakters als Generalmajor mit der gesetzlichen Pension zur Disposition gestellt.
Nach seiner Verabschiedung lebte Goetze hauptsächlich in Berlin und beging dort seine goldene und diamantene Hochzeit.

### Familie
Goetze hatte sich am 27. Dezember 1825 in Bromberg mit Emilie Netzer (1803–1888) verheiratet. Aus der Ehe gingen drei Söhne hervor:
- Louis Arthur (Anton) (* 9. Oktober 1826; † 1879), preußischer Oberst ⚭ Pauline von Lobenthal (* 26. Juni 1835; † 5. Mai 1914)
- Max Robert (1829–1904), preußischer General der Infanterie ⚭ Antonie von Lobenthal (* 15. Juli 1837; † 3. Juli 1879)
- Karl Hugo (* 21. November 1837), preußischer Landrat

⚭ 1873 Isabell Oram (* 15. Juni 1833; † 21. Dezember 1903)
⚭ 1904 Lilla Cardnell (* 9. Juni 1866)